# Dodu-dong
Dodu-dong (koreanska: 도두동) är en stadsdel i staden Jeju i provinsen Jeju i den södra delen av Sydkorea, 500 km söder om huvudstaden Seoul. Dodu-dong ligger på norra delen av ön Jeju. En stor del av stadsdelens yta utgörs av delar av Jeju International Airport.